# میرزا طاهر احمد
میرزا طاهر احمد (به انگلیسی: Mirza Tahir Ahmad)(عربی: خليفة المسيح الرابع؛ ۱۸ دسامبر ۱۹۲۸ – ۱۹ آوریل ۲۰۰۳) خلیفه چهارم (عربی: خليفة المسيح الرابع, khalīfatul masīh al-rābi) جامعه مسلمانان احمدیه بود. او به عنوان چهارمین جانشین بنیانگذار این جماعت، میرزا غلام احمد برگزیده شد. او یک روز بعد از درگذشت خلیفه قبلی، میرزا ناصر احمد انتخاب شد.
در پی اعلام قانون XX از سوی دولت پاکستان در سال ۱۹۸۴، مبنی بر اینکه مسلمانان احمدیه از اظهار و هرگونه فعالیتی عمومی در مورد اعتقادات اسلامی خود ممنوع هستند، میرزا طاهر احمد پاکستان را ترک و به لندن، انگلستان مهاجرت کرد و به‌طور موقت مقر خلافت را به مسجد فضل انتقال داد.